# 대한민국 민법 제742조
대한민국 민법 제743조는 비채변제에 대한 민법 채권법 부당이득 조문이다.

## 조문
제742조(비채변제) 채무없음을 알고 이를 변제한 때에는 그 반환을 청구하지 못한다.

第742條(非債辨濟) 債務없음을 알고 이를 辨濟한 때에는 그 返還을 請求하지 못한다.

## 참고 문헌
- 오현수, 일본민법, 진원사, 2014. ISBN 978-89-6346-345-2
- 오세경, 대법전, 법전출판사, 2014 ISBN 978-89-262-1027-7
- 이준현, LOGOS 민법 조문판례집, 미래가치, 2015. ISBN 979-1-155-02086-9